# Appliance UTM NetASQ
 (décembre 2022).
Si vous disposez d'ouvrages ou d'articles de référence ou si vous connaissez des sites web de qualité traitant du thème abordé ici, merci de compléter l'article en donnant les références utiles à sa vérifiabilité et en les liant à la section « Notes et références ».
 (décembre 2022).
Une appliance UTM NETASQ est un boîtier pare-feu produit par la société française NETASQ avant sa disparition en 2016.
Les appliances UTM NETASQ étaient certifiées Critères communs niveau EAL 4+.

## Liste desappliancesUTM NETASQ
- U30, U70 et U120 (entrée de gamme)
- U250, U450, U1100, U1500 et NG1000 (milieu de gamme)
- U6000 et NG5000 (haut de gamme)